# NGC 6464
NGC 6464 est une galaxie spirale (barrée?) relativement éloignée et située dans la constellation du Dragon. Sa vitesse par rapport au fond diffus cosmologique est de 9 871 ± 22 km/s, ce qui correspond à une distance de Hubble de 146 ± 10 Mpc (∼476 millions d'al). NGC 6464 a été découverte par l'astronome américain Lewis Swift en 1884.

## Supernova
La supernova SN 1992aa a été découverte dans NGC 6464 le 10 mai 1992 par l'astronome américaine Jean Mueller de l'observatoire Palomar. Le type de cette supernova n'a pas été déterminé.